# Pointe des Cascades
Pour les articles homonymes, voir Pointe-des-Cascades.
La pointe des Cascades est un cap de l'île de La Réunion, dans l'océan Indien. Situé sur le territoire communal de Sainte-Rose, le long de la côte sud-est, il marque le point le plus oriental de ce territoire ainsi que de la France départementale et de l'Union européenne, La Réunion étant à la fois un département d'outre-mer français et une région ultrapériphérique de l'Union européenne.